# Mityng lekkoatletyczny Pedro’s Cup 2009
4. Mityng lekkoatletyczny Pedro’s Cup – zawody sportowe, które odbyły się w Szczecinie na miejskim stadionie lekkoatletycznym 15 września 2009 roku. W imprezie wystartowało aż 8 złotych medalistów mistrzostw świata z Berlina.
Podczas mityngu nastąpiło uroczyste zakończenie kariery przez Piotra Rysiukiewicza – polskiego sprintera, medalisty wielu największych międzynarodowych imprez w sztafecie 4 x 400 metrów.

## Rezultaty
| CR – rekord zawodów \| NR – rekord kraju \| PB – rekord życiowy \| SB – najlepszy wynik w sezonie |

### Mężczyźni
| Konkurencja        | 1. miejsce                          | 1. miejsce  | 2. miejsce            | 2. miejsce | 3. miejsce         | 3. miejsce |
| ------------------ | ----------------------------------- | ----------- | --------------------- | ---------- | ------------------ | ---------- |
| 100 m              | Asafa Powell                        | 9,82 SB CR  | Nesta Carter          | 10,10      | Michael Frater     | 10,23      |
| 200 m              | Tyson Gay                           | 20,21 CR    | Jeffrey Lawal-Balogun | 20,85      | Ainsley Waugh      | 21,10      |
| 400 m              | Rabah Yousif                        | 45,64       | Robert Tobin          | 45,95      | Erison Hurtault    | 46,15      |
| 800 m              | Nick Symmonds                       | 1:46,33 CR  | Marcin Lewandowski    | 1:46,82    | Reuben Bett        | 1:47,18    |
| 1500 m             | Mateusz Demczyszak                  | 3:43,10 CR  | Radosław Popławski    | 3:47,46    | Hubert Pokrop      | 3:48,57    |
| 110 m przez płotki | Artur Noga                          | 13,35 SB CR | Dániel Kiss           | 13,41      | William Sharman    | 13,41      |
| Skok wzwyż         | Sylwester Bednarek Jarosław Rybakow | 2,30 =CR    |                       |            | Jesse Williams     | 2,24       |
| Pchnięcie kulą     | Christian Cantwell                  | 21,49 CR    | Tomasz Majewski       | 20,91      | Andrej Michniewicz | 20,90      |
| Rzut dyskiem       | Virgilijus Alekna                   | 68,53 CR    | Robert Harting        | 66,58      | Zoltán Kővágó      | 66,42      |
| Rzut młotem        | Szymon Ziółkowski                   | 77,01 CR    | Primož Kozmus         | 76,58      | Krisztián Pars     | 75,76      |

### Kobiety
| Konkurencja        | 1. miejsce            | 1. miejsce | 2. miejsce            | 2. miejsce | 3. miejsce             | 3. miejsce    |
| ------------------ | --------------------- | ---------- | --------------------- | ---------- | ---------------------- | ------------- |
| 100 m              | Sherone Simpson       | 11,29      | Shericka Williams     | 11,46 SB   | LaVerne Jones-Ferrette | 11,54         |
| 1500 m             | Christin Wurth-Thomas | 4:07,31 CR | Lisa Dobriskey        | 4:07,63    | Sylwia Ejdys           | 4:08,76       |
| 100 m przez płotki | Nickiesha Wilson      | 12,79 SB   | Yiulija Kondakova     | 12,94      | Sarah Claxton          | 13,07         |
| 400 m przez płotki | Melaine Walker        | 54,86      | Josanne Lucas         | 55,48      | Natalia Antiuch        | 55,70         |
| Skok o tyczce      | Anna Rogowska         | 4,70 CR    | Aleksandra Kiriaszowa | 4,60       | Kate Dennison          | 4,60 NR PB SB |
| Skok w dal         | Jovanee Jarrett       | 6,39       | Ksenija Balta         | 6,28       | Teresa Dobija          | 6,23          |
| Rzut młotem        | Betty Heidler         | 72,22 CR   | Daria Pczelnik        | 70,10      | Kathrin Klaas          | 69,95         |

## Rekordy
Podczas mityngu ustanowiono 1 krajowy rekord w kategorii seniorów :
| Zawodnik      | Reprezentacja   | Konkurencja   | Rezultat |
| ------------- | --------------- | ------------- | -------- |
| Kate Dennison | Wielka Brytania | skok o tyczce | 4,60     |